# Мэсси, Дорин
Дорин Барбара Мэсси (англ. Doreen Barbara Massey; 3 января 1944 — 11 марта 2016) — британский социолог и географ. Мэсси специализировалась на марксистской географии, феминистской географии и культурной географии. Она была профессором географии в Открытом университете.

## Биография
Мэсси родилась в Манчестере, Англия, выросла и провела большую часть своего детства в муниципальном имении Витеншоу. Она училась в Оксфордском университете, а затем в Университете Пенсильвании, получила степень магистра региональных наук. Затем она начала карьеру в аналитическом центре: Центре экологических исследований (CES) в Лондоне. CES состоял из нескольких ключевых аналитиков современной британской экономики. Там Мэсси познакомилась с Ричардом Миганом. Когда CES закрылась, она стала профессором географии в Открытом университете.
Мэсси ушла на пенсию в 2009 году, но оставалась частым приглашенным гостем СМИ как компетентный комментатор по отраслевым и региональным тенденциям. В качестве почётного профессора Открытого университета она продолжала выступать и участвовать в образовательных телепрограммах и писать статьи, книги.
Основными областями исследований Дорин Мэсси были глобализация, неравномерное развитие регионов, городов. Хотя она является одним из ведущих аналитиков современного западного капиталистического общества, Дорин работала также и в Никарагуа, Южной Африке и Венесуэле. Её работы по вопросам пространства, места и власти оказали большое влияние на ряд смежных дисциплин и областей исследований.

## Экономическая география
Её первоначальная работа в CES заложила основу для её теории пространственного разделения труда (spatial divisions of labour, Power Geometry), согласно которой социальное неравенство было порождено неравномерностью капиталистической экономики, создающей резкое разделение как между социальными классами, так и между богатыми и бедными регионами. «Пространство имеет значение» для бедности, благополучия и богатства.
С годами эта теория уточнялась и трансформировалась, при этом пространство и пространственные отношения оставались центральными в её описании современного общества.

### Чувство места
Хотя Мэсси доказывает важность места, её позиция имеет точки соприкосновения с позицией тех, кто выступает против эссенциализированных или статических понятий, где:
- места имеют не одну идентичность, а несколько.
- места не застыли во времени, это процессы.
- места не вольеры с чёткими границами внутри и снаружи.

Мэсси использовала пример Килберн Хай Роуд на северо-западе Лондона, чтобы проиллюстрировать то, что она назвала «прогрессивным» или «глобальным» чувством места, в эссе «Глобальное чувство места». В интервью Social Science Space Мэсси говорит об идее живого физического пространства: «Многое из того, что я пыталась сделать много лет, когда я писала о космосе — это принести живое пространство, чтобы придать ему динамизм и сделать его актуальным, чтобы подчеркнуть, насколько важно пространство в жизни, в которой мы живём. Совершенно очевидно, что я бы сказала, что пространство — это не плоская поверхность, по которой мы ходим; об этом говорил Раймонд Уильямс: вы едете на поезде по местности — вы не путешествуете по мёртвой плоской поверхности, то есть космосу, вы пересекаете бесчисленное множество происходящих историй. Поэтому вместо того, чтобы пространство было этой плоской поверхностью, оно похоже на подушку для булавок из миллиона историй: если вы остановитесь в любой точке этого путешествия, вы увидите дом с историей. Раймонд Уильямс говорил о том, что выглянул из окна поезда, и там была женщина, чистящая решётку, а он мчится дальше, и навсегда в его сознании она застряла в этом моменте. Но на самом деле, конечно, эта женщина находится в моменте происходящего, это история. Может быть, она завтра уезжает к сестре, но на самом деле перед отъездом она действительно должна вычистить решётку, потому что она собиралась сделать это целую вечность. Так что я хочу видеть пространство как прорезь сквозь мириады историй, в которых мы все живём в каждый момент. Пространство и время тесно связаны».

## Награды и отличия
- 2014 — Президентская награда Ассоциации американских географов
- 2013 — почётный доктор факультета математики и естественных наук Цюрихского университета.
- 2012 — почётный доктор, Университет Харокопио, Афины
- 2010 — доктор экономических наук, Лондонский университет королевы Марии
- 2009 — почётный доктор литературы, Университет Глазго
- 2006 — Почётный диплом DLitt, Национальный университет Ирландии.
- 2006 — Почётный доктор наук, присуждённый Эдинбургским университетом.
- 2003 — Столетняя медаль Королевского Шотландского географического общества.
- 2003 — Золотая медаль Андерса Ретциуса, присужденная Шведским обществом антропологов и географов.
- 2002 — научный сотрудник Британской академии.
- 2001 — почётный член колледжа Св. Хью Оксфордского университета.
- 2000 — член Королевского общества искусств.
- 1999 — научный сотрудник Академии общественных наук.
- 1998 — Приз Вотрена Люда («Нобель географии»)
- 1994 — Медаль Виктории Королевского географического общества

♯ Дорин Мэсси отказалась от присуждения Ордена Британской Империи (OBE)